# Mirko Miočić
Mirko Miočić, hrvaški kvizoman, * 23. julij 1956, Rtina, SFRJ, † 15. maj 2017, Zadar, Hrvaška.

## Življenjepis
Mirko Miočić je v Reki končal osnovno šolo in gimnazijo. Leta 1978 je zaključil študij prava, vendar ni diplomiral. Leta 1991 se je vrnil v Rtino, kjer živi še danes.
Prvič je nastopil v kvizu leta 1972 v oddaji 3-2-1 ali vrijedan. Leta 1982 se je prijavil na Kvizkoteko in z zmago osvojil takratnih 20.000 dinarjev. Leta 1986 je sodeloval v finalu najboljših dotedanjih tekmovalcev Kvozkoteke. Miočić je osvojil četrto mesto v superfinalu, pred njim so bili Jasenka Staničić in Robert Pauletić, ter zmagovalec Radoslav Dodig. 
Kasneje je uspešno sodeloval še v kvizih in ugankarskih oddajah 3, 2, 1, Diplomac, Izazov, Upitnik in Jackopt. 
Večkrat se ni prebil čez kvalifikacijski del hrvaškega kviza Tko želi biti milijunaš, hitre prste. Ko je uspel, je odšel z nagrado 32.000 kun (zadnji odgovor je v hrvaškem kvizu vreden milijon hrvaških kun). Več kot 50 drugih tekmovalcev v kvizu ga je klicalo kot pomoč klic v sili, vsega trikrat je odgovoril napačno. Sodelovanje mu je prinesla nekaj več kor 100.000 kun, medtem ko so kandidati z njegovo pomočjo osvojili 470.000 evrov. Zaradi te uspešne sodelave (Miočić je bil najpogosteje klicani klic v sili), je vodstvo oddaje spremenilo pravila kviza, tako da se isto osebo lahko pokliče največ trikrat v sezoni. 